# Wohn- und Wirtschaftsgebäude An der Kreisstraße 27
Das Wohn- und Wirtschaftsgebäude An der Kreisstraße 27 in der niedersächsischen Gemeinde Wurster Nordseeküste, Ortsteil Misselwarden, im Landkreis Cuxhaven stammt vom Ende des 18. Jahrhunderts.
Das Gebäude steht unter Denkmalschutz (siehe auch Liste der Baudenkmale in Wurster Nordseeküste).

## Geschichte
Das eingeschossige giebel- und traufständige Wohn- und Wirtschaftsgebäude in Backstein mit Satteldach, mit dem in der Region untypischen verputzten Wirtschaftsgiebel, durch drei Backsteinfriese horizontal gegliedert, mit dem rundbogigen aus Kerbschnittquadern gestalteten Tor, darüber das Wappen der Hausmannsfamilie Frerich Erichs (18. Jh.) und weiteren rundbogigen Öffnungen, wurde wohl um 1700 gebaut. Der Torbogen stammt wohl aus dem ersten Viertel des 17. Jahrhunderts und fand hier 1727 eine Zweitverwendung, eingesetzt durch die Familie Dürels (Ersteinbau möglicherweise in der Wolfsburg bei Barlinghausen).
Auf dem baumbestandenen Hof stehen weitere nicht denkmalgeschützte Nebengebäude.
Das Landesdenkmalamt befand u. a.: „… scheint im Kern aus der Zeit um 1700 zu stammen, worauf unter anderem die Zweitverwendung eines Torbogens seit 1727 hinweist.“